# 葫市镇
葫市镇，是中华人民共和国贵州省遵义市赤水市下辖的一个乡镇级行政单位。

## 行政区划
葫市镇下辖以下地区：
翠篁社区、葫市村、小关子村、尖山村、金沙村、天堂村、高竹村和高桥村。